# Sandmúli (kulle)
Sandmúli är en kulle i republiken Island. Den ligger i regionen Norðurland eystra, 300 km nordost om huvudstaden Reykjavík. Toppen på Sandmúli är 632 meter över havet.
Trakten runt Sandmúli är nära nog obefolkad, med mindre än två invånare per kvadratkilometer. Närmaste större samhälle är Reykjahlíð, omkring 16 kilometer sydväst om Sandmúli. Trakten runt Sandmúli består i huvudsak av gräsmarker.